# Salgueiro (microregio)
Salgueiro is een van de 19 microregio's van de Braziliaanse deelstaat Pernambuco. Zij ligt in de mesoregio Sertão Pernambucano en grenst aan de microregio's Araripina, Petrolina, Itaparica, Pajeú, Itaporanga (PB), Barro (CE), Brejo Santo (CE) en Cariri (CE). De microregio heeft een oppervlakte van ca. 8.834 km². In 2009 werd het inwoneraantal geschat op 163.053.
Zeven gemeenten behoren tot deze microregio:
- Cedro
- Mirandiba
- Parnamirim
- Salgueiro
- São José do Belmonte
- Serrita
- Verdejante

Mesoregio's: Agreste Pernambucano · Mata Pernambucana · Metropolitana do Recife · São Francisco Pernambucano · Sertão Pernambucano

Microregio's: Alto Capibaribe · Araripina · Brejo Pernambucano · Fernando de Noronha · Garanhuns · Itamaracá · Itaparica · Mata Meridional Pernambucana · Mata Setentrional Pernambucana · Médio Capibaribe · Pajeú · Petrolina · Recife · Salgueiro · Sertão do Moxotó · Suape · Vale do Ipanema · Vale do Ipojuca · Vitória de Santo Antão